# Ha-Bonim (Izrael)
ha-Bonim  (hebrejsky הַבּוֹנִים, doslova „Budovatelé“ v oficiálním přepisu do angličtiny HaBonim) je vesnice typu mošav v Izraeli, v Haifském distriktu, v Oblastní radě Chof ha-Karmel.

## Geografie
Leží v nadmořské výšce 17 metrů v hustě osídlené a zemědělsky intenzivně využívané pobřežní nížině, nedaleko úpatí pohoří Karmel.
Obec se nachází 1 kilometr od břehu Středozemního moře, cca 63 kilometrů severoseverovýchodně od centra Tel Avivu, cca 20 kilometrů jihojihozápadně od centra Haify a 22 kilometrů severně od města Chadera. Ha-Bonim obývají Židé, přičemž osídlení v tomto regionu je převážně židovské. Pouze 5 kilometrů jihovýchodně odtud stojí město Furejdis osídlené izraelskými Araby.
Mošav Ha-Bonim je na dopravní síť napojen pomocí severojižního tahu dálnice číslo 2. Vesnicí rovněž prochází železniční trať z Tel Avivu do Haify, ale není zde zastávka (nejbližší je v Atlit).

## Dějiny

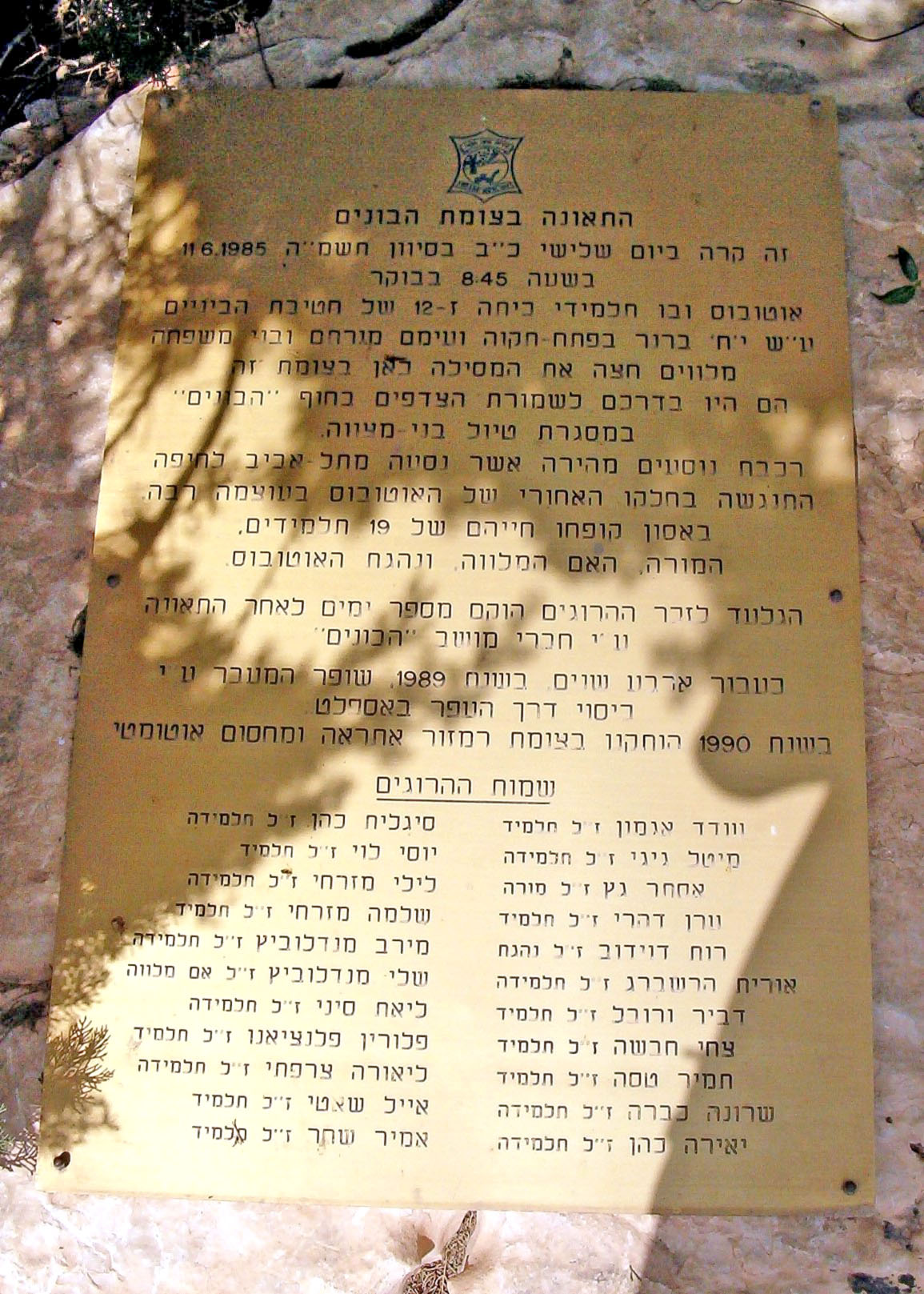
Pamětní deska připomínající dopravní neštěstí u ha-Bonim

Ha-Bonim byl založen v roce 1949. Pojmenován byl podle levicové mládežnické sionistické organizace ha-Bonim, která stála za jeho vznikem.
Přímo na místě nynější židovské vesnice stávala do roku 1948 arabská osada Kafr Lam, která zase navazovala na křižáckou pevnost Cafarlet. Ve vesnici byla od roku 1882 chlapecká základní škola, během britského mandátu ale uzavřená. Stála tu rovněž mešita a pět studní, které obec zásobovaly vodou. V roce 1931 v Kafr Lam žilo 215 lidí v 50 domech. V červenci 1948 během války za nezávislost byla vesnice ovládnuta izraelskými silami a arabské osídlení tu skončilo. Většina zástavby arabské vesnice pak byla zbořena. Ruiny křižáckého hradu ale zůstávají stát a jsou turistickou atrakcí.
Místní ekonomika je založena na zemědělství a průmyslu. Poblíž mošavu se rozkládá turisticky využívaná pláž a přírodní rezervace.
11. června 1985 došlo poblíž ha-Bonim k tragickému dopravnímu neštěstí. Při srážce vlaku a školního autobusu tu zemřelo 22 lidí (z toho 19 dětí). Dalších 16 lidí bylo zraněno. Na místě tragédie byl pak odhalen pomník.

## Demografie
Podle údajů z roku 2014 tvořili naprostou většinu obyvatel v ha-Bonim Židé (včetně statistické kategorie „ostatní“, která zahrnuje nearabské obyvatele židovského původu ale bez formální příslušnosti k židovskému náboženství).
Jde o menší sídlo vesnického typu s dlouhodobě stagnující populací, který ovšem od roku 2010 narůstá. K 31. prosinci 2014 zde žilo 342 lidí. Během roku 2014 populace stoupla o 4,0 %.
| Rok            | 1961 | 1972 | 1983 | 1995 | 2001 | 2003 | 2004 | 2005 | 2006 | 2007 | 2008 | 2009 | 2010 | 2011 | 2012 | 2013 | 2014 |
| -------------- | ---- | ---- | ---- | ---- | ---- | ---- | ---- | ---- | ---- | ---- | ---- | ---- | ---- | ---- | ---- | ---- | ---- |
| Počet obyvatel | 189  | 165  | 202  | 237  | 249  | 266  | 271  | 265  | 259  | 258  | 257  | 242  | 263  | 282  | 320  | 329  | 342  |